# We Are Coming, Father Abra'am
«We Are Coming, Father Abra'am» (en español, «Ya vamos, Padre Abraham») es un poema escrito por James S. Gibbons, musicalizado por ocho compositores diferentes, incluido Stephen Foster. El poema y la música surgieron en respuesta a un llamamiento de Abraham Lincoln el 1 de julio de 1862 para que se presentaran voluntarios a luchar por los Estados Unidos en la guerra de Secesión. Se publicó en el New York Evening Post poco después, el 16 de julio de 1862. William Cullen Bryant publicó una versión con música de Luther Orlando Emerson (1820-1915). El periódico de Bryant publicó originalmente el poema y, debido a que fue publicado de forma anónima, muchos asumieron que era suyo y fue ampliamente reproducido, por lo que Bryant emitió una declaración negando su autoría.

## Letra
| We are coming, Father Abraham, three hundred thousand more, From Mississippi's winding stream and from New England's shore. We leave our plows and workshops, our wives and children dear, With hearts too full for utterance, with but a silent tear. We dare not look behind us but steadfastly before. We are coming, Father Abraham, three hundred thousand more! We are coming, coming, our Union to restore, We are coming, Father Abraham, three hundred thousand more! If you look across the hilltops that meet the northern sky, Long moving lines of rising dust your vision may descry; And now the wind, an instant, tears the cloudy veil aside, And floats aloft our spangled flag in glory and in pride; And bayonets in the sunlight gleam, and bands brave music pour, We are coming, father Abr'am, three hundred thousand more! We are coming, coming, our Union to restore, We are coming, Father Abraham, three hundred thousand more! If you look up all our valleys where the growing harvests shine, You may see our sturdy farmer boys fast forming into line; And children from their mother's knees are pulling at the weeds, And learning how to reap and sow against their country's needs; And a farewell group stands weeping at every cottage door, We are coming, Father Abr'am, three hundred thousand more! We are coming, coming, our Union to restore, We are coming, Father Abraham, three hundred thousand more! You have called us, and we're coming by Richmond's bloody tide, To lay us down for freedom's sake, our brothers' bones beside; Or from foul treason's savage grip, to wrench the murderous blade; And in the face of foreign foes its fragments to parade. Six hundred thousand loyal men and true have gone before, We are coming, Father Abraham, three hundred thousand more! We are coming, coming, our Union to restore, We are coming, Father Abraham, three hundred thousand more! | Estamos llegando, Padre Abraham, trescientos mil más, De la sinuosa corriente del Mississippi y de la costa de Nueva Inglaterra. Dejamos nuestros arados y talleres, nuestras esposas e hijos queridos, Con corazones demasiado llenos para hablar, con una lágrima silenciosa. No nos atrevemos a mirar atrás, sino firmemente adelante. ¡Ya vamos, Padre Abraham, trescientos mil más! Venimos, venimos, a restaurar nuestra Unión, ¡Ya vamos, Padre Abraham, trescientos mil más! Si miras a través de las cimas de las colinas que se encuentran con el cielo del norte, largas líneas móviles de polvo que se levanta, tu visión puede descubrir; Y ahora el viento, un instante, rasga el velo nublado a un lado, Y flota en lo alto nuestra bandera en gloria y orgullo; Y las bayonetas brillan a la luz del sol, y las bandas tocan música valiente, ¡Ya vamos, padre Abraham, trescientos mil más! Venimos, venimos, a restaurar nuestra Unión, ¡Ya vamos, padre Abraham, trescientos mil más! Si miras a todos nuestros valles donde brillan las crecientes cosechas, Podrás ver a nuestros robustos granjeros formando filas; Y niños que desde las rodillas de sus madres arrancan las malas hierbas, Y aprendiendo a cosechar y sembrar para las necesidades de su país; Y un grupo de despedida llora a la puerta de cada cabaña, ¡Ya vamos, Padre Abraham, trescientos mil más! Venimos, venimos, a restaurar nuestra Unión, ¡Ya vamos, Padre Abraham, trescientos mil más! Nos has llamado, y venimos por la marea sangrienta de Richmond, A entregarnos por la libertad, junto a los huesos de nuestros hermanos; O a arrancar la espada asesina de las garras salvajes de la traición; Y en la cara de los enemigos extranjeros sus fragmentos a desfilar. Seiscientos mil hombres leales y verdaderos nos han precedido, ¡Ya vamos, Padre Abraham, trescientos mil más! Venimos, venimos, a restaurar nuestra Unión, ¡Ya vamos, Padre Abraham, trescientos mil más! |

## Canción de los conscriptos

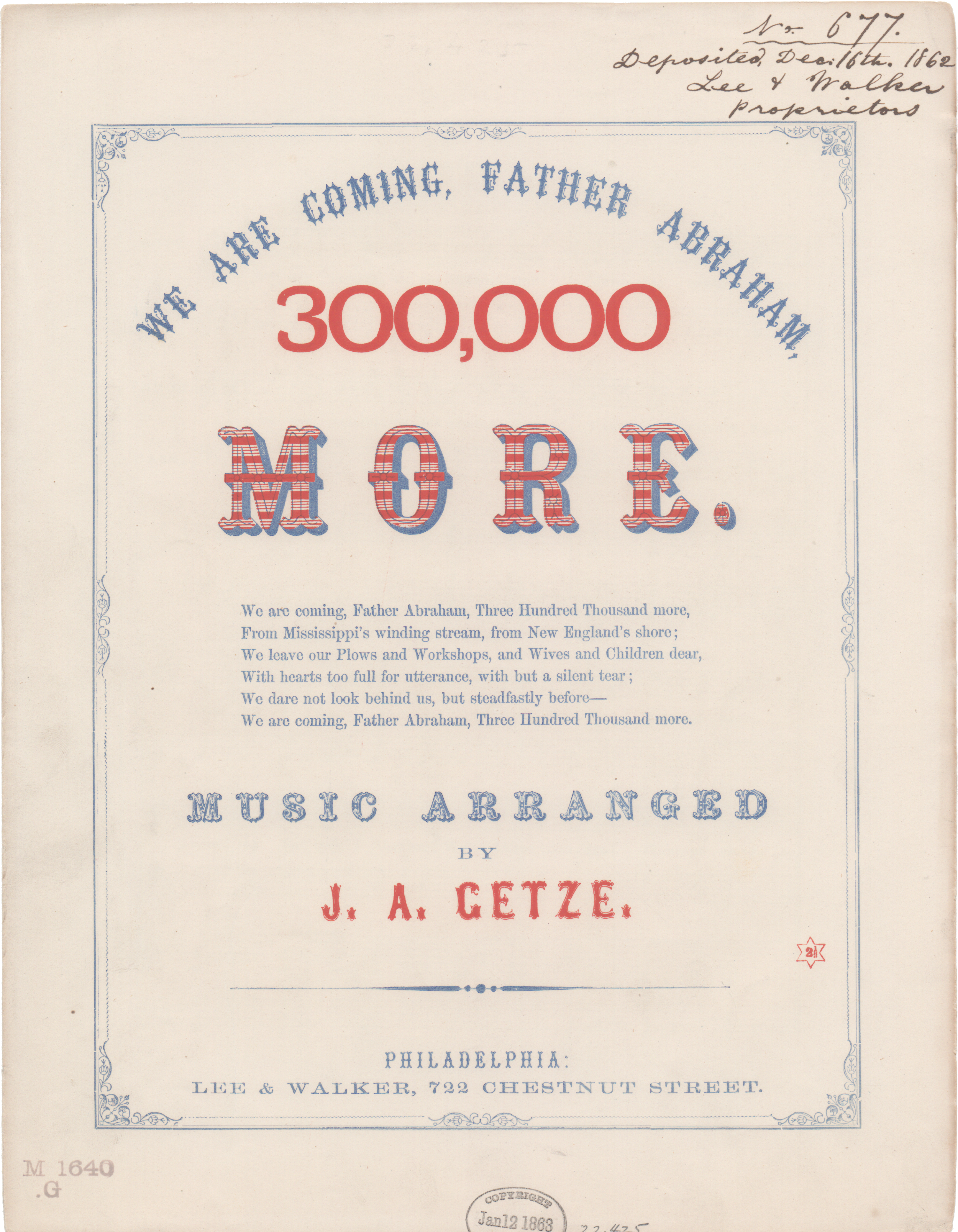
«We Are Coming, Father Abra'am», arreglado por J. A. Getze.

Una parodia de la canción, titulada Song of the Conscripts (Canción de los reclutas), expresaba el resentimiento contra la Ley de Inscripción de 1863 y en particular su disposición para escapar del servicio militar obligatorio pagando una tarifa de conmutación de 300 dólares, que solo los ricos podían permitirse. Un verso decía:
| We are coming, Father Abraham, three hundred thousand more, We leave our homes and firesides with bleeding hearts and sore, Since poverty has been our crime, we bow to thy decree, We are the poor who have no wealth to purchase liberty. | Estamos llegando, Padre Abraham, trescientos mil más, Dejamos nuestros hogares y chimeneas con los corazones sangrantes y doloridos, Ya que la pobreza ha sido nuestro crimen, nos inclinamos ante tu decreto, Somos los pobres que no tienen riqueza para comprar la libertad. |

Estas letras fueron publicadas en el periódico Copperhead de Nueva York y se distribuyeron copias en los disturbios del reclutamiento en la ciudad de Nueva York.